# 法師
法師（ほうし或いはほっし、のりのし、dharma-bhaanaka）は僧侶に対する呼称の1つ。

## 狭義
本来、法師とは仏教、及び仏教の教義が説かれている経典に詳しく、人の師となるほどの学識・経験を備えた僧侶に対する敬称。戒律に詳しい僧侶を律師、禅定修行に長けた者を禅師と呼称する事と同様。
『法華経』法師品では、釈迦が薬王菩薩に法師のすべき事として『法華経』を受持（暗記）、読誦、解説、書写する事を述べている。
- 文字の法師 - 経典ばかり読誦していて実践的な修行を行わない僧侶に対する蔑称。暗証の禅師と対。

## 広義
日本では僧侶全般に対する呼称、及び、僧侶姿の人物の呼称。中世以前においては、1人前でありながら自らの坊（僧房）を持たない僧侶のことを指した（対義語は坊主（あるいは坊主衆）。
転じて人物一般の呼称。また、それらに似た物に対する呼称。琵琶法師、一寸法師、起き上がり小法師、影法師、つくつくぼうしなど。